# Pellenes cingulatus
Pellenes cingulatus es una especie de araña saltarina del género Pellenes, familia Salticidae. Fue descrita científicamente por Wesolowska, Russel-Smith en 2000.
Habita en Tanzania.